# かに座55番星c
かに座55番星c(英語: 55 Cancri c、固有名:Brahe)は、太陽に似たかに座55番星の周囲の扁平な軌道を44.34日の周期で公転している太陽系外惑星である。惑星系では主星の内側から3番目にある惑星である。2002年に発見され、その下限質量は木星の質量の約6分の1である。

## 発見
大部分の既知の太陽系外惑星と同様に、この惑星も主星の視線速度の変化の観測により検出された。これは、主星のスペクトルのドップラーシフトを注意深く観測することにより行われた。発見時、かに座55番星は既にかに座55番星bという惑星を持つことが知られていたが、それを考慮に入れても視線速度の変化を完全に説明することができていなかった。
2002年、さらなる観測により、恒星から約5天文単位の軌道を長い周期で公転する惑星の存在が明らかとなった。2つの惑星を考慮に入れても、約43日周期の変動が残った。しかし、この周期は主星自体の自転周期に近く、惑星ではなく主星の自転によるものと考えられた。43日周期の惑星（かに座55番星c）と5天文単位の距離にある惑星（かに座55番星d）は、主星からの距離の順番に名付けられ、同じ論文で発表された。
さらなる観測により、2004年に内側の惑星かに座55番星eが発見された。11年間に渡る主星の光度測定の結果、かに座55番星の視線速度変化と同じ周期の活動は見られず、さらに周期は長い時間が経っても安定しており、これは恒星の活動が視線速度の変化の原因になっているという仮説と矛盾していた。

## 軌道と質量
かに座55番星の5つの惑星系で、惑星cは若干扁平な軌道を公転する。遠点では、近点よりも約19%恒星から遠い位置にある。水星と太陽の距離よりも構成に近い位置にあるが、ホット・ジュピターよりも長い軌道周期を持つ。惑星cは、より内側にある惑星bと3:1の軌道共鳴に近い位置にあるが、シミュレーションにより2つの惑星は実際には共鳴していないことが示された。
視線速度法の限界は、質量の下限のみが得られることである。ハッブル宇宙望遠鏡による惑星dの観測により、この惑星が軌道平面から53°傾斜しているが、より内側にある惑星bと惑星eは85°傾斜していることが示唆された。惑星cの軌道傾斜角は未知である。

## 性質
この惑星は、主星の恒星の観測により間接的に発見されたため、半径、組成、温度等の性質はまだ分かっていない。質量が土星と同程度のため、この惑星は固体の表面を持たない巨大ガス惑星であると考えられている。

## 名称
2015年に国際天文学連合によって太陽系外惑星系の名前の公募と投票が行われた際にかに座55番星系も対象となった。2015年12月15日、国際天文学連合より、オランダのアマチュア天文家団体連盟が提案した以下の名称が選定されたことが発表された。
- 主星：Copernicus - ポーランドの天文学者ニコラウス・コペルニクスに由来。
  - b：Galileo - イタリアの天文学者ガリレオ・ガリレイに由来。
  - c：Brahe - デンマークの天文学者ティコ・ブラーエに由来。
  - d：Lipperhey - オランダのレンズ製作者で、実用的な望遠鏡の発明者の一人とされるハンス・リッペルハイに由来。
  - e：Janssen - オランダの眼鏡職人で、顕微鏡や望遠鏡の発明者の一人とされるサハリアス・ヤンセンに由来。
  - f：Harriot - イギリスの数学者で、初めて望遠鏡で観測した月面図を残したとされるトーマス・ハリオットに由来。